# Fenolftaleína
A fenolftaleína é um indicador de pH com a fórmula C20H14O4. Apresenta-se normalmente como um sólido em pó branco ou em solução alcoólica como um líquido incolor. É pouco solúvel em água, porém solúvel em etanol (álcool etílico). É utilizada para medir o pH (acidez ou alcalinidade) de soluções, e foi usado em "medicações" (hoje proibidas no Brasil, por exemplo), embora muito prejudicial à saúde.

## Usos
Utilizada frequentemente em titulações, na forma de suas soluções alcalinas,  mantém-se incolor em soluções ácidas e torna-se cor-de-rosa em soluções básicas. A sua cor muda a valores de pH entre pH 8,2 e pH 9,8. Se a concentração do indicador for particularmente forte, pode tomar uma cor carmim ou fúcsia.
Por esta propriedade e sua destacada e intensa cor é também um componente em indicador universal, uma solução consistindo de uma mistura de indicadores de pH (normalmente fenolftaleína, vermelho de metila, azul de bromotimol e azul de timol, entre outros em variações.

### Perícia criminal: detecção de sangue seco pelo Teste de Kastle-Meyer
O Teste de Kastle-Meyer visa à identificação de sangue seco em superfícies. Procede-se com a coleta de amostra do resíduo biológico seco passando um cotonete de algodão na superfície que se deseja testar. Pingam-se algumas gotas de álcool etílico na cabeça de algodão do cotonete que entrou em contato com a superfície, seguidas de gotas de fenolftaleína e, por fim, de peróxido de hidrogênio. A fenolftaleína, como indicador de pH, possui a propriedade de apresentar coloração rosada em meio básico. Como o sangue é uma substância alcalina, se a reação apresentar imediatamente uma coloração rosada, fica comprovado que há sangue seco naquela superfície. Contudo, deve-se ter cuidado: após trinta segundos, o algodão começa lentamente a tornar-se rosado devido à própria oxidação, causada pelo peróxido de hidrogênio. A reação não é destrutiva, ou seja, preserva as moléculas de DNA do sangue para posterior análise em laboratório para fins de identificação. Entretanto, este teste tem a mesma reação com sangue de qualquer animal, consequentemente necessita-se identificar se sua origem é humana ou não.

### Fármaco
A fenolftaleína foi também utilizada como laxante que age por irritação do intestino. Era comercializada na forma de pequenas bolinhas brancas ou na forma líquida. No entanto, tem cheiro desagradável e existem medicações adequadas para a prisão de ventre, que não a fenolftaleína.
No Brasil, o uso da fenolftaleína como laxante foi proibido pela ANVISA por suspeita de ser cancerígeno. Os medicamentos que a continham como laxante eram o Lacto-Purga e o Almeida Prado nº 46 (este último, a despeito de fazer parte de uma linha de "medicamentos" homeopáticos) que, agora, não mais a contêm.

### Produtos com alteração de cor
Fenolftaleína é usada em alguns brinquedos, para desenvolver o cabelo e padrões gráficos "mágicos", a tinta é espargida com uma solução de hidróxido, a qual conduz a aparição de caracteres destacados pelo mesmo mecanismo descrito acima para a mudança de cor em solução alcalina. O padrão irá eventualmente desaparecer pelo mesmo mecanismo de reação com dióxido de carbono detalhado anteriormente. Timolftaleína é usado para o mesmo propósito, quando cor azul é desejada.

## Comportamento químico em função do pH
A fenolftaleína é frequentemente utilizada em titulações ácido-base, sendo que sua coloração muda de incolor em meio ácido para rosa em soluções básicas. Se a concentração do indicator é particularmente forte, ela poderá apresentar-se como púrpura. Em soluções fortemente básicas (pH maior que 12), a coloração rosa da fenolftaleína submete-se lentamente a uma reação de descoloração e torna-se incolor novamente. Essa reação mais lenta, que produz o íon InOH3−, é algumas vezes utilizada em aulas de química para o estudo da cinética química.
A molécula tem quatro formas:
| Espécie   | H3In+            | H2In                       | In2−           | In(OH)3−          |
| Estrutura |                  |                            |                |                   |
| Modelo    |                  |                            |                |                   |
| pH        | <0               | 0−8.2                      | 8.2−12.0       | >12.0             |
| Condições | fortemente ácida | ácida ou próximo do neutro | básica         | fortemente básica |
| Cor       | laranja          | incolor                    | rosa a magenta | incolor           |
| Imagem    |                  |                            |                |                   |

| PP startAnimGif                                      |
| Mecanismo de reacção: H3In+ → H2In → In2− → In(OH)3− |

## Obtenção
Fenolftaleína é sintetizada pela condensação de anidrido ftálico com dois equivalentes de fenol sob condições ácidas (daí seu nome). Foi descoberta em 1871 por Adolf von Baeyer.